# Michal Beneš
Michal Beneš (* 26. listopadu 1967) je bývalý český fotbalový rozhodčí. V české nejvyšší soutěži během 12 sezón soudcoval 167 zápasů, pomezí rozhodčí byl v 62 zápasech. V evropských pohárech soudcoval 18 zápasů, z toho 6 v Lize mistrů (2 v hlavní fázi soutěže). V hlavní fázi Evropské ligy soudcoval 10 zápasů, 2 v předkolech. Soudcoval také jeden zápas v Poháru vítězů pohárů.